# Crinoidenkalk

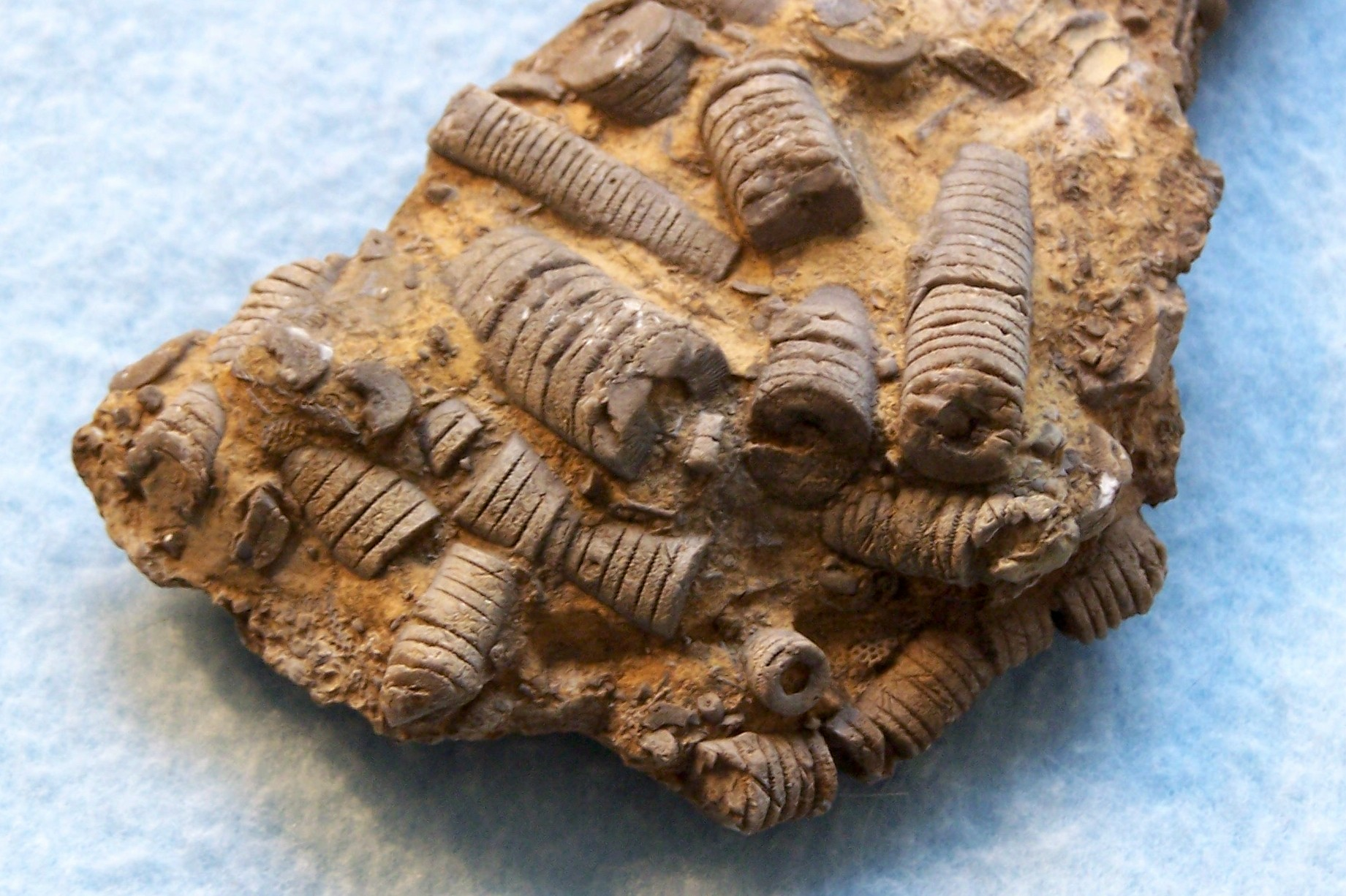
Trochitenkalk aus Arkansas, USA

Crinoidenkalk ist ein am Meeresboden entstandener biogener Kalkstein (biogenes Sediment), der aus den versteinerten Resten von Seelilien und Haarsternen (Crinoidea) besteht. 

## Seelilien und Haarsterne
Diese auch heute noch existierende Klasse der Stachelhäuter (Echinodermata) gliedert sich in die frei beweglichen (vagilen) Formen, die als „Haarsterne“ bezeichnet werden, und in die im Gegensatz dazu mit einem vielgliedrigen Stiel am Meeresboden befestigten (sessilen) „Seelilien“. Ein Crinoidenkalk, der überwiegend aus diesen versteinerten Stielgliedern, den Trochiten, besteht, wird Trochitenkalk genannt.

## Gesteinsbildung
Die kalkhaltigen Hartteile der Crinoiden sanken nach deren Tod zu Boden und bildeten mit der Zeit zunehmend mächtigere Ablagerungen. Während der Gesteinsbildung verdichtete und verfestigte sich das Lockermaterial allmählich zu Kalkgestein. Durch plattentektonische Bewegungen können Gesteine, wie beispielsweise Crinoidenkalke, über große Entfernungen transportiert und im Zuge der Gebirgsbildung aufgefaltet werden. Beispiele hierfür sind die Dolomiten  und die Nördlichen Kalkalpen, wo die zu einem Gestein verfestigten fossilen Crinoidenreste wieder an der Oberfläche ausstreichen.
Gemeinsam mit von Schalentieren und vor allem von winzigen Kalkalgen und ähnlichem Plankton gebildeten Ablagerungen können Crinoidenkalke – z. B. in den Formationen der Werfener Schichten  und des Hauptdolomit – bis zu 2000 Meter Mächtigkeit erreichen.